# Antoni Novellas i Roig
Antoni Novellas i Roig (Barcelona, 9 de desembre de 1879-22 de desembre de 1951) va ser un farmacèutic barceloní impulsor de la farmacognèsia i introductor a Espanya de l'opoteràpia el 1906. Era germà de Francesc Novellas i Roig, amb qui publicà alguns llibres.

## Biografia
Fill de Francesc Novellas Sors de Centelles i de Dolors Roig Altimira de Barcelona. Es va llicenciar en farmàcia el 1901 i l'11 de gener de 1902, obria la farmàcia Novellas (actual farmàcia Bolós) a la Rambla de Catalunya, 77 de Barcelona, decorada per l'arquitecte modernista Antoni de Falguera i Sivilla qui, anys més tard, es convertiria en el seu cunyat. L'11 de gener de 1927, exactament 25 anys després, la va vendre a Antoni de Bolòs i Vayreda, la família del qual actualment la regenta i que ha mantingut l'exquisida decoració i vitralls modernistes.
Es dedicà al "Laboratori d'especialitats farmacèutiques Antonio Novellas", ubicat al carrer Alfonso XIII, 456 (actual avinguda Diagonal), que més tard traslladarà al carrer Bruc, 172.
Va ser un investigador inquiet, que va estudiar i passar llargues temporades a Alemanya, Suïssa i França.
Perfeccionà els seus coneixements de farmacognòsia (farmacèutica vegetal) a Montpeller.
Se'l considera l'introductor de l'opoteràpia (organoteràpia) a Espanya el 1906 amb la publicació del treball: "Nuevos métodos de preparación de medicamentos opoterápicos" i amb la preparació d'especialitats opoteràpiques al seu laboratori.
Va implantar l'estabilització dels vegetals el 1927 i va comercialitzar preparats fitoteràpics anomenats solufixes.
Tot i no ser un homeòpata, va manifestar molt interès per aquesta especialitat i li va dedicar alguns dels seus treballs.

## Escriptor i erudit
Comptava amb una biblioteca amb més de 2.000 volums, i un petit museu, a casa seva, de ciències naturals, mineralogia i farmàcia amb peces de ceràmica i vidre antic.
Fou fundador i primer president de la Institució Catalana d'Història Natural, institució filial de l'Institut d'Estudis Catalans.
Va escriure una setantena d'obres, entre articles, estudis i conferències.